# اسلاوکو لووی
اسلاوکو لووی (انگلیسی: Slavko Löwy; ۷ اوت ۱۹۰۴ – ۱ آوریل ۱۹۹۶) معمار اهل کرواسی بود.